# Расселл, Джонни
Джо́натон Си́мпсон Сне́дден Ра́сселл (англ. Johnathon Simpson Snedden Russell; родился 8 апреля 1990 года в Глазго, Шотландия), более известный как Джо́нни Ра́сселл (англ. Johnny Russell) — шотландский футболист, нападающий американского клуба «Спортинг Канзас-Сити» и сборной Шотландии.

## Клубная карьера
Расселл родился 8 апреля 1990 года в крупнейшем городе Шотландии — Глазго.
В 2003 году Джонни поступил в футбольную Академию клуба «Данди Юнайтед». Успешно пройдя путь от самой младшей до дублирующей команды «арабов», 10 мая 2007 года Расселл подписал с «оранжево-чёрными» свой первый профессиональный контракт. Дебют молодого форварда в первом составе «Юнайтед» состоялся уже через два дня, когда он вышел на замену вместо Стивена Робба на 80-й минуте матча шотландской Премьер-лиги, в котором «Данди» встречались с «Фалкирком». 19 мая Джонни провёл свою вторую игру за «арабов» — соперником «оранжево-чёрных» в тот день был «Мотеруэлл». В следующем футбольном году Расселл регулярно появлялся в заявке на официальных матчах «Данди», но за всё это время всего лишь два раза выходил на поле.
21 августа 2008 года с целью получения необходимой игровой практики руководство «арабов» отдало Джонни по арендному соглашению до конца года в клуб «Форфар Атлетик». 23 августа Расселл впервые защищал цвета «небесно-голубых» в официальном матче. Первый «блин» не вышел «комом» — отлично проведя эту встречу, форвард двумя забитыми мячами помог своей новой команде выиграть у «Ист Стерлинга» со счётом 3:0. Всего за полгода в «Форфаре» Джонни провёл десять матчей, в которых четыре раза поражал ворота соперников.
В начале января 2009 года Расселл вернулся в «Данди». 11 января нападающий в первый раз в своей карьере вышел в основном составе «Юнайтед» на поединок четвёртого раунда Кубка Шотландии против «Ист Стерлингшира». На 55-й минуте Джонни реализовал пенальти, тем самым впервые отличившись за «Юнайтед». 3 февраля Расселл вновь был отдан в аренду «Форфар Атлетик» до окончания сезона 2008/09. По истечении срока ссуды руководство «Данди Юнайтед» предложило талантливому форварду новое соглашение о сотрудничестве до мая 2012 года, которое Джонни с готовностью подписал.
22 сентября Расселл отличился голом во встрече Кубка шотландской лиги против «Росс Каунти». Через четыре дня форвард оказался в очередной аренде — на этот раз его новым временным работодателем стал «Рэйт Роверс». Договор был заключён сроком на один месяц, но впоследствии был продлён сначала до Boxing Day, затем до конца футбольного сезона 2009/10. В своём последнем матче за «странников», который состоялся 1 мая 2010 года, Джонни впервые в своей профессиональной карьере оформил «хет-трик», забив три мяча в ворота «Росс Каунти».
С сезона 2010/11 Расселл стал полноправным членом основного состава «Данди Юнайтед». 3 апреля 2011 года за свою отличную игру в марте Джонни был удостоен награды «Молодой игрок месяца шотландской Премьер-лиги». В том же месяце молодой нападающий принял участие в знаковом для «Юнайтед» матче, в котором «арабы» благодаря его голу, а также партнёров по команде Дэвида Робертсона и Дэвида Гудвилли, праздновали гостевую победу над одним из грандов «горского» футбола глазговским «Рейнджерс» со счётом 3:2.
С уходом в межсезонье Дэвида Гудвилли в английский «Блэкберн Роверс» Расселл стал основным форвардом «Данди». На старте футбольного года Джонни действительно смог заменить Гудвилли, и его хорошие действия на поле были отмечены специалистами, удостоившими нападающего приза «Молодому игроку месяца». Затем игра Расселла поблекла, за что в августе он подвергся обструкции от фанатов «арабов». Главный тренер «оранжево-чёрных» Питер Хьюстон призвал болельщиков не требовать от молодого нападающего скорой скорострельности в матчах и дать ему время адаптироваться в новой для себя роли. 10 сентября в матче с «Рейнджерс» Расселл был удалён с поля прямой красной карточкой за удар головой защитника «джерс» Кирка Бродфута. Сам Джонни позже признал, что был не прав в этом эпизоде и принёс извинения команде. 7 января Расселл отметился «хет-триком» в матче четвёртого раунда Кубка Шотландии «Эйрдри Юнайтед» — «Данди Юнайтед».
В 2013 году Джонни перешёл в английский «Дерби Каунти», подписав с клубом четырёхлетний контракт.
31 января 2018 года Расселл перешёл в клуб MLS «Спортинг Канзас-Сити», подписав трёхлетний контракт с опцией продления ещё на один год. В американской лиге дебютировал 4 марта в матче стартового тура сезона 2018 против «Нью-Йорк Сити». 10 марта в матче против «Чикаго Файр» забил свой первый гол в MLS. 20 апреля в матче против «Ванкувер Уайткэпс» оформил хет-трик, за что был назван игроком недели в MLS. 26 мая 2019 года в матче против «Сиэтл Саундерс» сделал свой второй хет-трик за «Спортинг», и ещё раз удостоился звания игрока недели в MLS. 10 марта 2020 года главный тренер «Спортинга КС» Питер Вермес назначил Расселла капитаном команды.

## Сборная Шотландии
С 2008 года Расселл защищает цвета различных юношеских сборных Шотландии. В период с 2010 по 2012 год он являлся игроком национальной молодёжной команды, в составе которой дебютировал 17 ноября 2010 года в поединке против сверстников из Северной Ирландии. 15 мая 2012 года Джонни впервые в своей карьере был вызван в первую сборную страны на матч со сборной США.

## Достижения
- Молодой игрок месяца шотландской Премьер-лиги (2): март 2011, июль/август 2011

## Клубная статистика
| Клуб                      | Сезон                     | Чемпионат | Чемпионат | Кубок | Кубок | Кубок Лиги | Кубок Лиги | Еврокубки | Еврокубки | Итого | Итого |
| Клуб                      | Сезон                     | Игры      | Голы      | Игры  | Голы  | Игры       | Голы       | Игры      | Голы      | Игры  | Голы  |
| ------------------------- | ------------------------- | --------- | --------- | ----- | ----- | ---------- | ---------- | --------- | --------- | ----- | ----- |
| Данди Юнайтед             | 2006/07                   | 2         | 0         | —     | —     | —          | —          | —         | —         | 2     | 0     |
| Данди Юнайтед             | 2007/08                   | 2         | 0         | —     | —     | —          | —          | —         | —         | 2     | 0     |
| Данди Юнайтед             | 2008/09                   | —         | —         | 1     | 1     | —          | —          | —         | —         | 1     | 1     |
| Данди Юнайтед             | 2009/10                   | —         | —         | —     | —     | 1          | 1          | —         | —         | 1     | 1     |
| Данди Юнайтед             | 2010/11                   | 30        | 9         | 3     | 0     | 1          | 0          | —         | —         | 34    | 9     |
| Данди Юнайтед             | 2011/12                   | 36        | 10        | 3     | 4     | 1          | 1          | 2         | 1         | 42    | 16    |
| Данди Юнайтед             | 2012/13                   | 29        | 13        | 2     | 5     | 2          | 2          | 2         | 0         | 35    | 20    |
| Всего за «Данди Юнайтед»  | Всего за «Данди Юнайтед»  | 99        | 32        | 9     | 10    | 5          | 4          | 4         | 1         | 117   | 47    |
| Форфар Атлетик            | 2008/09                   | 26        | 8         | —     | —     | —          | —          | —         | —         | 26    | 8     |
| Всего за «Форфар Атлетик» | Всего за «Форфар Атлетик» | 26        | 8         | 0     | 0     | 0          | 0          | 0         | 0         | 26    | 8     |
| Рэйт Роверс               | 2009/10                   | 23        | 4         | 5     | 1     | —          | —          | —         | —         | 28    | 5     |
| Всего за «Рэйт Роверс»    | Всего за «Рэйт Роверс»    | 23        | 4         | 5     | 1     | 0          | 0          | 0         | 0         | 28    | 5     |
| Всего за карьеру          | Всего за карьеру          | 148       | 44        | 15    | 11    | 5          | 4          | 3         | 1         | 171   | 60    |

(откорректировано по состоянию на 27 февраля 2013)